# هينينج ليندن
هينينج ليندن (بالإنجليزية: Henning Linden)‏ هو عسكري أمريكي، ولد في 3 سبتمبر 1892 في موند في الولايات المتحدة، وتوفي في 15 مارس 1984 في ماكلين في الولايات المتحدة.